# Merah Mata
Merah Mata is een bestuurslaag in het regentschap Banyuasin van de provincie Zuid-Sumatra, Indonesië. Merah Mata telt 5818 inwoners (volkstelling 2010).